# Xanthodura
Xanthodura är ett släkte av fjärilar. Xanthodura ingår i familjen mätare.
Kladogram enligt Catalogue of Life:
| Xanthodura | \| \| Xanthodura hypocrypta \| \| \| \| \| \| Xanthodura trucidata \| \| \| \| |
|            | \| \| Xanthodura hypocrypta \| \| \| \| \| \| Xanthodura trucidata \| \| \| \| |
|            | Xanthodura hypocrypta                                                          |
|            |                                                                                |
|            | Xanthodura trucidata                                                           |
|            |                                                                                |